# Xanthorhoe ulingensis
Xanthorhoe ulingensis är en fjärilsart som beskrevs av Yang 1978. Xanthorhoe ulingensis ingår i släktet Xanthorhoe och familjen mätare. Inga underarter finns listade i Catalogue of Life.